# Клејвок (Аљаска)
Клејвок (енгл. Klawock) град је у америчкој савезној држави Аљаска.

## Демографија
По попису из 2010. године број становника је 755, што је 0 (0,0%) становника више него 2000. године.
| Група             | 2000.       | 2010.       |
| Белци             | 348 (40,7%) | 281 (37,2%) |
| Афроамериканци    | 0 (0,0%)    | 2 (0,3%)    |
| Азијати           | 4 (0,5%)    | 4 (0,5%)    |
| Хиспаноамериканци | 12 (1,4%)   | 21 (2,8%)   |
| Укупно            | 854         | 755         |